# 廣府廟會

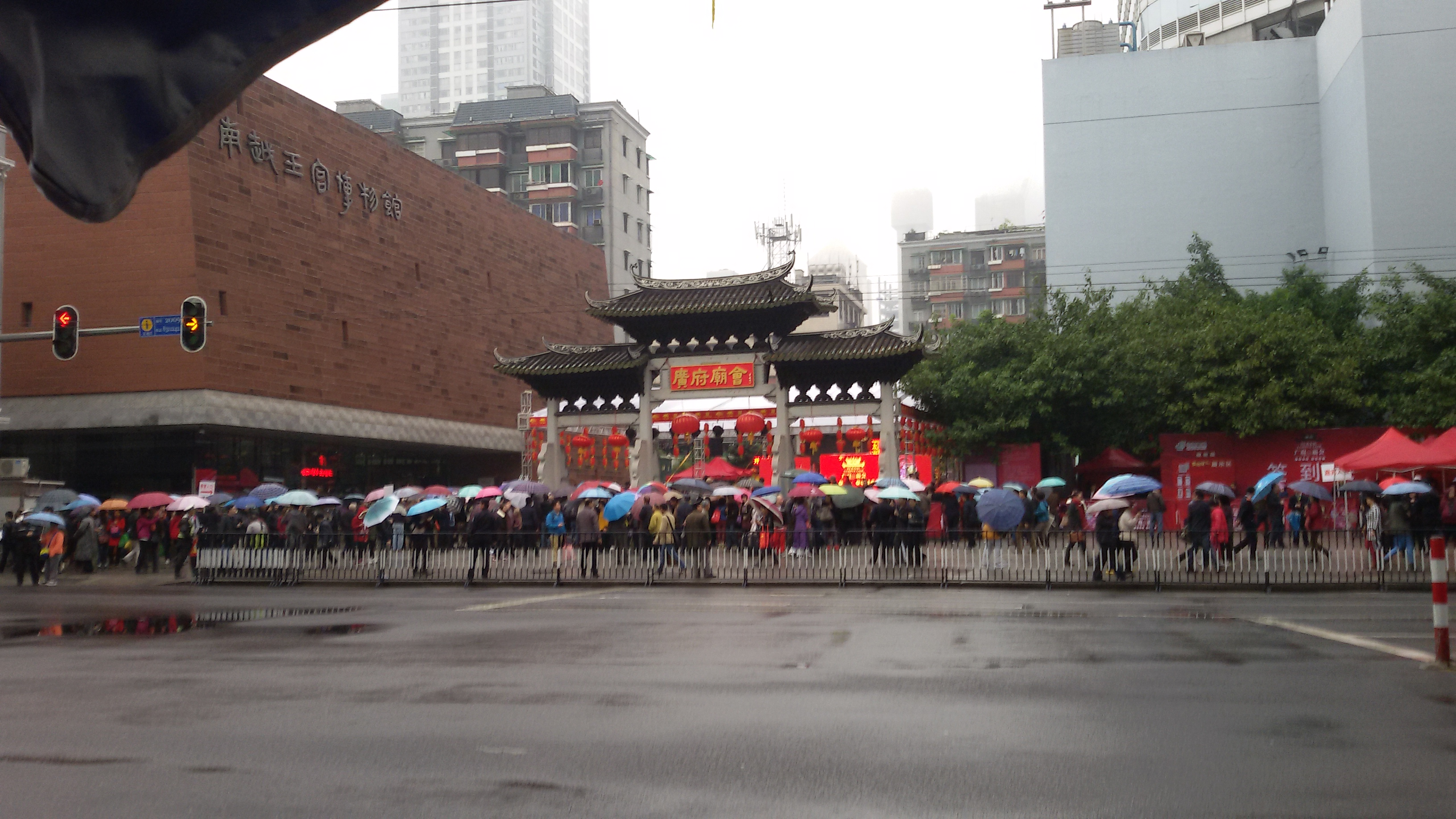
廣州府城隍廟前的「廣府廟會」會場

廣府廟會，是一個由廣州市政府在新春時節發起舉辦、融合本地與北方元素的一個的嘉年華（本土傳統是神誕墟市），是廣州市越秀區政府借亞運修復城隍廟後，於2011年元宵節開始首屆「廟會」。

## 内容
會期是農曆正月十五到正月廿一，期間有木偶薈萃、中華絕活、武林大會和元宵燈會等10個主題活動，還包含了祈福、民俗、美食、商貿與休閒等不少附加活動。其中将城隍诞搞成此官方盛会的一部分，广州城隍出巡会在期间结合各色民俗文化向游客等展示。當局是通過製造一個新廟會的方法，創建不同於地方傳統的大中華化廣府民俗文化特色活動，借助民俗文化巡游表演向市民和游客展示新式文化，加大影響力，向遊客與市民宣傳展示官方打造的廣府文化。

## 緣起
越秀區文廣新局局長王衛國表示，2010年12月剛上任不久，就收到任務籌建「廣府廟會」，就同陳曉丹、何願飛等人去五仙觀處開神仙會謀劃，由此開創活動。而越秀區常委、宣傳部長陳曉丹說，由於看見2009年越秀區搞過的廣府文化嘉年華活動，很受市民歡迎，就決定仿照北方廟會的形式，打造一個文商旅相融合的活動平臺。王說，活動的常態目標第一是廣大市民節日狂歡，第二是做成廣府文化的盛宴，第三是做成文化、商業、旅遊融合的新名片。

## 本土化問題
廣州傳統是沒有辦廟會這回事，在廣州類似於廟會的民間活動是誕，广府传统诞会是神诞与赛会（或“出会”）的结合，故称诞会。从时间和构成看，传统诞会主要分有诞无会（如新桥天后诞）、诞期出会（如钟村康公出会）和非诞期出会（如十乡会）等三种类型。
廣府廟會並非廣東傳統的本土廣府文化、民系、粵語的組成，而這個廣府與河北省的廣府城、廣府古城也是完全沒有關係。中山大学中文系教授叶春生认为，尽管元宵逛庙会并非岭南传统，但越秀区举办广府庙会，可作为文化展示平台，吸引大量人气。亦有意见指应培育回广府诞会，保障南粤民间信仰与迎神赛会的话语体系可进行基于传统的传承和建构。

## 外部連結
- 广府庙会首页